# Sandøya
Sandøya (île de sable) est une île sur la côte sud de la Norvège. Elle compte environ 230 résidents permanents (2001), et partage son administration locale avec les communautés environnantes et la ville voisine de Tvedestrand. L'île n'a pas de pont vers le continent, et les habitants comptent uniquement sur les bateaux pour le transport. Les voitures sont garées sur l'île voisine de Borøya. Il y a seulement quatre voitures sur l'île, qui sont rarement en usage. Proche de l'attraction touristique populaire de Lyngør (un groupe d'îles fréquentées par des milliers de touristes chaque été), Sandøya est un lieu de vacances d'été populaire. La population s'élève à plusieurs milliers de personnes en été.

## Présentation
Le climat est doux, avec la plupart des hivers sans neige, et des étés chauds. L'île tient probablement son nom du fait que son sol est principalement constitué de sable. Bien que l'île n'est en aucune façon autonome, avec la plupart des résidents adultes qui travaillent sur le continent, elle parvient à maintenir une communauté forte, avec une école, un jardin d'enfants, une salle de cinéma, une chorale, un magasin, un atelier de construction de bateaux et un bureau d'architecte. Plusieurs graphistes travaillent également sur l'île. L'école accueille les élèves à partir de six ans et jusqu'à dix ans, les enfants sont envoyés ensuite sur le continent pour poursuivre leurs études. 

## Histoire
L'histoire de l'île est semblable à beaucoup d'autres communautés le long de la côte sud de la Norvège. Sandøya a connu une première phase de développement au cours du XIXe siècle et jusqu'à la fin des années 1940. Durant cette période, le commerce et le matelotage dominaient cette partie de la Norvège, et la plupart des hommes adultes travaillaient sur la mer. Il y avait une certaine distinction de classe entre les différentes parties de la petite île. La partie orientale de l'île, appelée "østergården", était dominée par les marins et les pêcheurs ordinaires, tandis que la partie occidentale, "vestergården", était dominée par les riches armateurs. Selon les légendes locales, plusieurs des vieux marins de l'île, malgré avoir fait le tour du monde plusieurs fois, n'avaient jamais été de l'autre côté de l'île. 
Autour de l'année 1900, Sandøya comptait entre 600 et 700 habitants, et l'école accueillait plus de 100 élèves. L'école est toujours active, mais avec rarement plus de quinze élèves. L'île possédait un quai avec un système avancé de conditionnement et de congélation du poisson, et plusieurs mines de quartz. À la suite de centaines de milliers de Norvégiens, de nombreux habitants de Sandøya ont émigré de Norvège aux États-Unis à la fin du XXe et début du XXe siècle.

## Préserver la communauté
Sandøya a connu une forte baisse de la population au cours de la première moitié du XXe siècle, au moment où la voile a été remplacée par les bateaux à vapeur. Au début des années 1970, la population atteint un niveau historiquement bas, et l'école a survécu un an ou deux avec seulement deux élèves. Cependant, plusieurs familles ont considéré que l'île sans voiture était un bon endroit pour élever des enfants. La population a régulièrement augmenté, le nombre d'élèves a augmenté, et une nouvelle épicerie s'est ouverte. 
Un facteur qui a contribué à accroître la population de l'île est une législation mise en œuvre par le canton et appelé boplikt. Cette loi interdit la vente de maisons à des acheteurs qui ne vivent pas toute l'année sur Sandøya. Le résultat est que le prix des maisons de l'île reste artificiellement faible. La loi est débattue et il y a eu plusieurs tentatives pour la changer, mais elle est aujourd'hui toujours en vigueur.